# Otwórz oczy
Otwórz oczy è il sesto singolo della cantante pop polacca Gosia Andrzejewicz.

## Classifiche
| Classifica (2009)      | Posizione massima |
| ---------------------- | ----------------- |
| Polish Singles Chart   | 18                |
| European Singles Chart | 137               |